# Chassalia ischnophylla
Chassalia ischnophylla är en måreväxtart som först beskrevs av Karl Moritz Schumann, och fick sitt nu gällande namn av Frank Nigel Hepper. Chassalia ischnophylla ingår i släktet Chassalia och familjen måreväxter. Inga underarter finns listade i Catalogue of Life.